# 織田重治 (古代史研究家)
織田 重治（おだ しげはる、1917年（大正6年）6月29日 - 1995年（平成7年））は、大阪通管工業所の創業者で、アマチュアの古代史研究家。フィギュアスケート選手・織田信成の祖父。

## 経歴
兵庫県神戸市生まれ。1966年（昭和41年）家庭用下水配管の洗浄業を大阪市浪速区桜川で個人経営として創業。1968年（昭和43年）4月、家庭用下水配管の洗浄業を有限会社大阪通管工業所に改組する。
1983年（昭和58年）大阪医科大学の解剖学実習のための献体組織「さつき会」の初代会長となる。1985年（昭和60年）3月、「好太王碑文」の改竄説否定と碑文の再解析のために、古田武彦に従い藤田友治ら21名と訪中して「好太王碑」の現地調査を行う。
1995年（平成7年）死去。享年78。遺体は故人の遺志により献体された。

## 考古学
大阪通管工業所を創業し、事業が軌道に乗り出して以降、古田武彦などの主導する古代史・考古学の趣味に没頭し、市民の古代研究会に入会。還暦を迎えて以降に、普通自動車第一種免許を取得して、古墳探訪のための班を組織し、在野の古墳研究を行った。

## 研究発表
- 『私と古代史』織田重治
- 『韓国古代史の旅』織田重治、1980年
- 『藤原不比等の夢を砕くもの』織田重治、1981年
- 『古墳の播磨風土記』織田重治、1982年
- 『古墳の播磨風土記2』織田重治、1983年
- 『三角縁神獣鏡について』織田重治、1984年
- 『集安の古墳について』織田重治、1985年
- 『洛陽及西安点描』織田重治、1986年

## 家族
- 妻：某氏
  - 長男：織田信義（1942年（昭和17年）6月25日 - ）大阪通管工業所 前代表取締役。自称織田信高流高家織田氏の家系。
  - 長男の妻：織田憲子（1947年（昭和22年）5月27日 - ）元女性フィギュアスケート選手。フィギュアスケートコーチ。
    - 孫（長男）：織田信治（1983年（昭和58年）- ）
    - 孫（長男）の妻：某氏
      - 曾孫（長男）：織田信義（2007年（平成19年）- ）

    - 孫（次男）：織田信成（1987年（昭和62年）3月25日 - ）フィギュアスケート選手。清洲城名誉城主。
    - 孫（次男）の妻：某氏（1987年（昭和62年）- ）
      - 曾孫：男子（2010年（平成22年）- ）、 男子（2013年（平成25年）- ）、男子（2016年（平成28年）- ）、女子（2019年（令和元年）- ）

    - 孫（長女）：女子